# Абель (лунный кратер)
Кратер Абель (лат. Abel) — древний ударный кратер в юго-восточной области обратной стороны Луны. Название присвоено в честь норвежского математика Нильса Хенрика Абеля (1802—1829) и утверждено Международным астрономическим союзом в 1964 г. Образование кратера относится к донектарскому периоду.

## Описание кратера

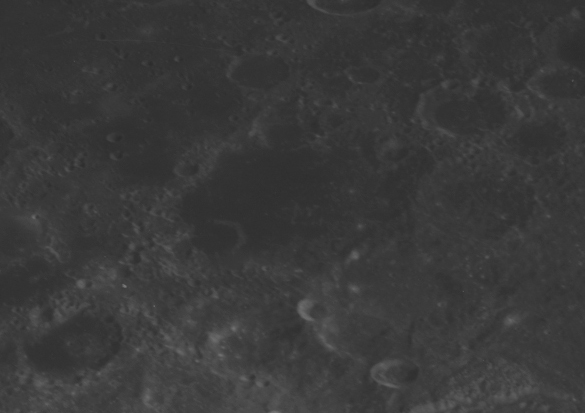
Снимок кратера Абель с борта Аполлон-14.

Кратер находится на северо-западной окраине Моря Восточного. На севере от кратера располагается кратер Барнард, на юге — кратеры Гам и Гамильтон. Селенографические координаты центра кратера — 34°38′ ю. ш. 85°47′ в. д. / 34,63° ю. ш. 85,78° в. д., диаметр — 137 км, глубина — 1,19 км.
Вал кратера подвергся значительному разрушению, придавшему ему полигональную форму. Южную часть вала перекрывает сателлитный кратер Абель А, западную — кратеры Абель L и Абель M. Северо-восточная часть вала перекрывает остатки небольшого кратера. Наибольшая высота вала над окружающей местностью составляет 1600 м, объём кратера приблизительно 16 000 км³. Восточная часть чаши кратера сглажена лавовыми потоками, оставившими сравнительно ровную местность с низким альбедо. Западная часть чаши более неровна и имеет такое же альбедо, как у окружающей местности.
Рядом с кратером Абель обнаружена магнитная и гравитационные аномалии.

## Сателлитные кратеры
| Абель | Координаты                                            | Диаметр, км |
| ----- | ----------------------------------------------------- | ----------- |
| A     | 36°19′ ю. ш. 85°48′ в. д. / 36,31° ю. ш. 85,8° в. д.  | 27,8        |
| B     | 36°43′ ю. ш. 82°36′ в. д. / 36,72° ю. ш. 82,6° в. д.  | 41,6        |
| C     | 36°08′ ю. ш. 81°25′ в. д. / 36,13° ю. ш. 81,41° в. д. | 36,8        |
| D     | 37°40′ ю. ш. 86°27′ в. д. / 37,67° ю. ш. 86,45° в. д. | 27,9        |
| E     | 37°32′ ю. ш. 84°26′ в. д. / 37,54° ю. ш. 84,44° в. д. | 14,0        |
| J     | 36°12′ ю. ш. 79°52′ в. д. / 36,2° ю. ш. 79,87° в. д.  | 18,8        |
| K     | 34°41′ ю. ш. 77°28′ в. д. / 34,69° ю. ш. 77,46° в. д. | 9,9         |
| L     | 34°33′ ю. ш. 82°23′ в. д. / 34,55° ю. ш. 82,39° в. д. | 54,1        |
| M     | 32°23′ ю. ш. 83°31′ в. д. / 32,38° ю. ш. 83,52° в. д. | 91,0        |

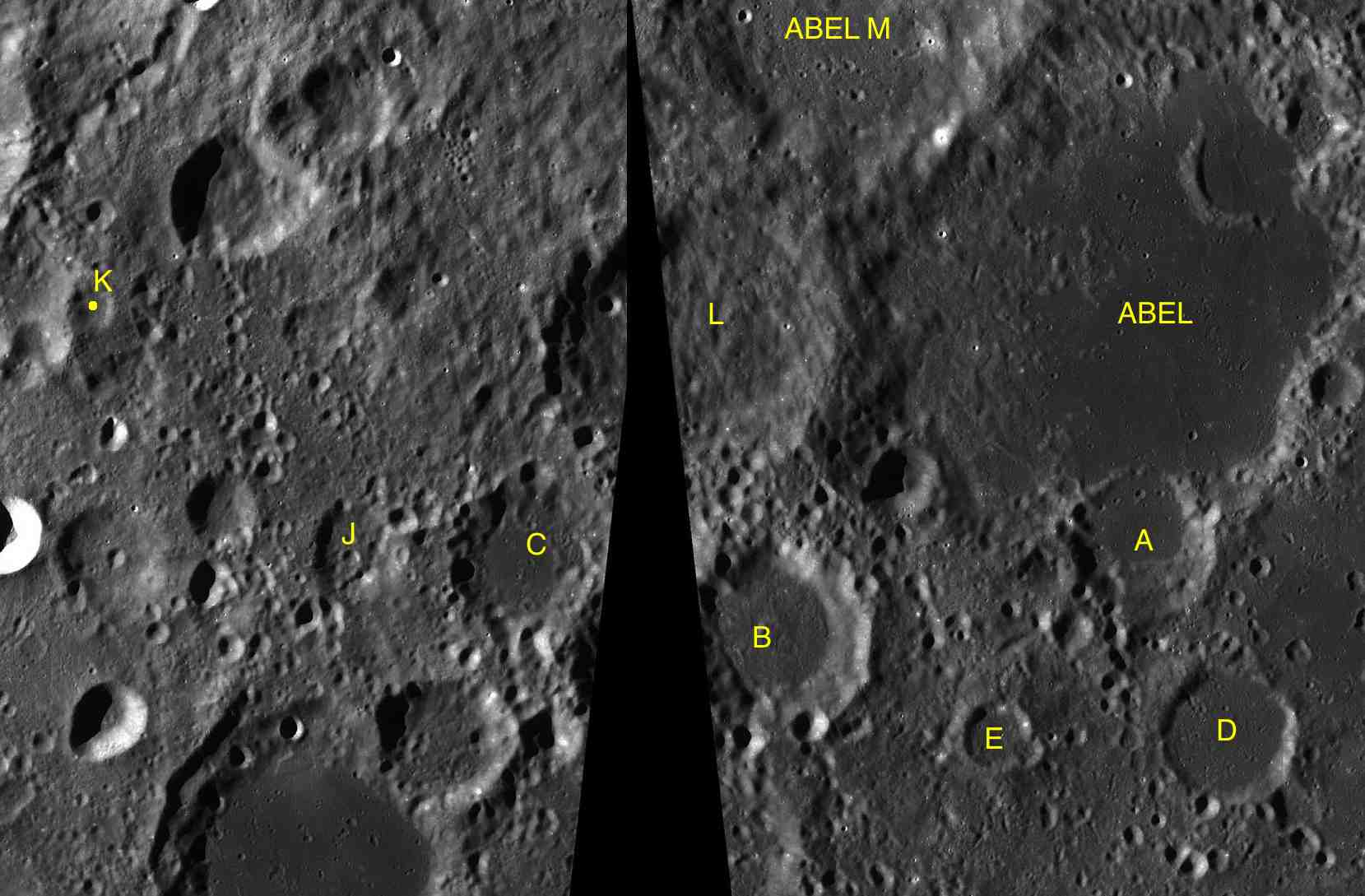
Фрагменты карт LAC-115, LAC-116.

- Образование сателлитного кратера Абель B относится к нектарскому периоду[1].
- Образование сателлитного кратера Абель L относится к нектарскому периоду[1].
- Образование сателлитного кратера Абель M относится к донектарскому периоду[1].